# Nineta alpicola
Nineta alpicola is een insect uit de familie van de gaasvliegen (Chrysopidae), die tot de orde netvleugeligen (Neuroptera) behoort. 
Nineta alpicola is voor het eerst wetenschappelijk beschreven door Kuwayama in 1956.